# Boulga (Pensa)
Pour les articles homonymes, voir Boulga.
Boulga est une localité située dans le département de Pensa de la province du Sanmatenga dans la région Centre-Nord au Burkina Faso.

## Géographie
Situé à 1 km juste au nord d'Ankouna, Boulga se trouve à 13 km au nord-est du chef-lieu du département Pensa et à environ 60 km au nord-est de Barsalogho.

## Histoire
Depuis 2015, le nord de la région Centre-Nord est soumis à des attaques djihadistes terroristes récurrentes entrainant des conflits entre les communautés Peulh et Mossi, une grande insécurité dans les villages du département et des déplacements internes de populations vers les camps du sud de la province à Barsalogho et Kaya,. Le 19 octobre 2019, une attaque dans le quartier de Nama, à Boulga, fait quatre morts.

## Économie
Basée sur l'agro-pastoralisme, l'économie de Boulga repose également sur celle d'Ankouna et de son marché, l'un des plus importants du secteur.

## Éducation et santé
Le centre de soins le plus proche de Boulga est le centre de santé et de promotion sociale (CSPS) d'Ankouna tandis que le centre médical avec antenne chirurgicale (CMA) se trouve à Barsalogho et que le centre hospitalier régional (CHR) est à Kaya.
Boulga possède une école primaire publique.